# Маццокато, Андреа Бруно
Андреа Бруно Маццокато (итал. Andrea Bruno Mazzocato; род. 1 сентября 1948, Сан-Тровазо-ди-Преганцьоль, провинция Тревизо, Италия) — прелат Римско-католической церкви, 19-й митрополит-архиепископ Удине, 92-й епископ Тревизо, 91-й епископ Адрия-Ровиго.

## Биография
Андреа Бруно Маццокато родился 1 сентября 1948 года во фракции Сан-Тровазо коммуны Преганцьоль, в провинции Тревизо. Обучался в епархиальной семинарии в Тревизо.
3 сентября 1972 года был рукоположен в сан священника в приходской церкви в Риезе-Пио-Дечимо. С 1972 по 1977 год служил в приходской церкви в Сан-Мартино-ди-Лупари. В это же время защитил степень лиценциата пастырской литургики в Институте пастырской литургики им. святой Иустины в Падуе. Позднее защитил степень лиценциата догматического богословия на Теологическом факультете северной Италии в Милане.
С 1977 по 2001 год преподавал догматическое богословие в епархиальной семинарии в Тревизо, в Теологическом колледже «Святой Максим» францисканцев-конвентуалов в Падуе и в Высшим институте религиоведения. С 1977 по 1986 год был духовником главной семинарии в Тревизо, а с 1987 по 1994 год — епархиальным делегатом по формации молодого духовенства. В 1990 году был назначен проректором малой семинарии в Тревизо. В 1994 году получил место ректора главной семинарии в Тревизо.
11 октября 2000 года римский папа Иоанн Павел II номинировал его в епископы Адрия-Ровиго. Епископскую хиротонию 9 декабря того же года в соборе святого апостола Петра в Тревизо возглавил епископ Паоло Маньяни, которому сослужили почётный епископ Антонио Мистрориго и почётный епископ Мартино Гомьеро.
3 декабря 2003 года он был назначен епископом Тревизо и приступил к управлению епархией 18 января 2004 года. В 2007 году в Лоренцаго-ди-Кадоре он приветствовал римского папу Бенедикта XVI, прибывшего на летний отдых, который здесь прежде неоднократно устраивал его предшественник.
26 января 2008 года в соборе Взятия на небо Девы Марии в Витторио-Венето участвовал в епископской хиротонии своего генерального викария, Коррадо Пиццьоло, ставшего новым епископом Витторио-Венето. В 2009 году выпустил пастырское увещевание «Да живём в любви, как Христос возлюбил нас» (итал. Camminate nella carità come Cristo ci ha amato).
20 августа 2009 года римским папой Бенедиктом XVI был назначен архиепископом Удине и приступил к управлению архиепархией 18 октября 2009 года. 29 июня 2010 года, как митрополит-архиепископ, получил паллий от того же понтифика. С апреля 2010 по февраль 2011 года с пастырским визитом посетил все 350 приходов своей митрополии. Андреа Бруно Маццокато большое внимание уделяет духовному воспитанию детей и молодежи. Этой теме посвящено его архиерейское послание на праздник Рождества Христова в 2011 году «Я называю вас друзьями» (итал. Vi chiamo amici).